# Schrecklicher Pfeilgiftfrosch
Der Schreckliche Pfeilgiftfrosch (Phyllobates terribilis), auch als Schrecklicher Giftfrosch, Schrecklicher Blattsteiger, Gelber Blattsteiger,  Goldener Giftfrosch, Zitronengelber Blattsteiger oder Goldener Blattsteiger bezeichnet, gilt als eines der giftigsten Tiere und als die giftigste Froschart. Sie wurden von den Chocó-Indianern Kolumbiens als Pfeilgiftfrösche benutzt, wie von anderen indigenen Völkern Südamerikas besonders giftige Arten der Familie Baumsteigerfrösche (Dendrobatidae), um mit ihrem Hautgift Blasrohrpfeile zu bestreichen.
Tiere in Gefangenschaft verlieren ihr Gift, ihre Nachkommen sind ungiftig. Für die Synthese des Giftes (Batrachotoxin) werden Alkaloide spezieller tropischer Futterinsekten benötigt.

## Beschreibung
Der Schreckliche Pfeilgiftfrosch wird bis zu fünf Zentimeter lang und zählt damit zu den größten Vertretern der Baumsteigerfrösche. Die Weibchen sind im Durchschnitt geringfügig größer als die Männchen. Der Körper ist einheitlich gelb, metallisch gelbgrün oder orange gefärbt, selten auch grau. Die Bauchseite und die Beine sind im Gegensatz zu anderen Phyllobates-Arten nur unwesentlich dunkler. Die Jungtiere sind anders gefärbt als die erwachsenen Exemplare. Sie sind schwarz mit zwei seitlichen Rückenstreifen.

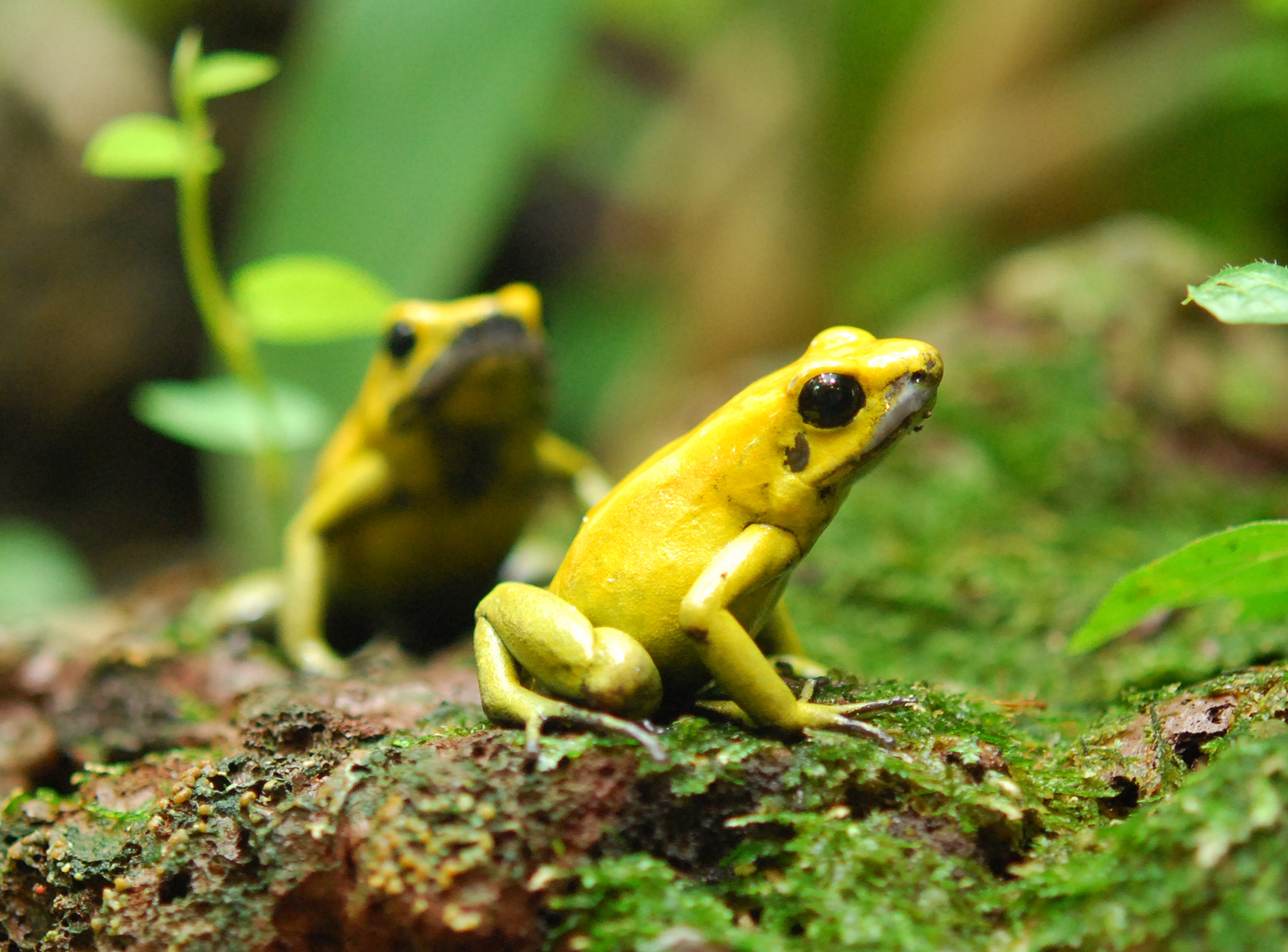
Ausgewachsene Exemplare
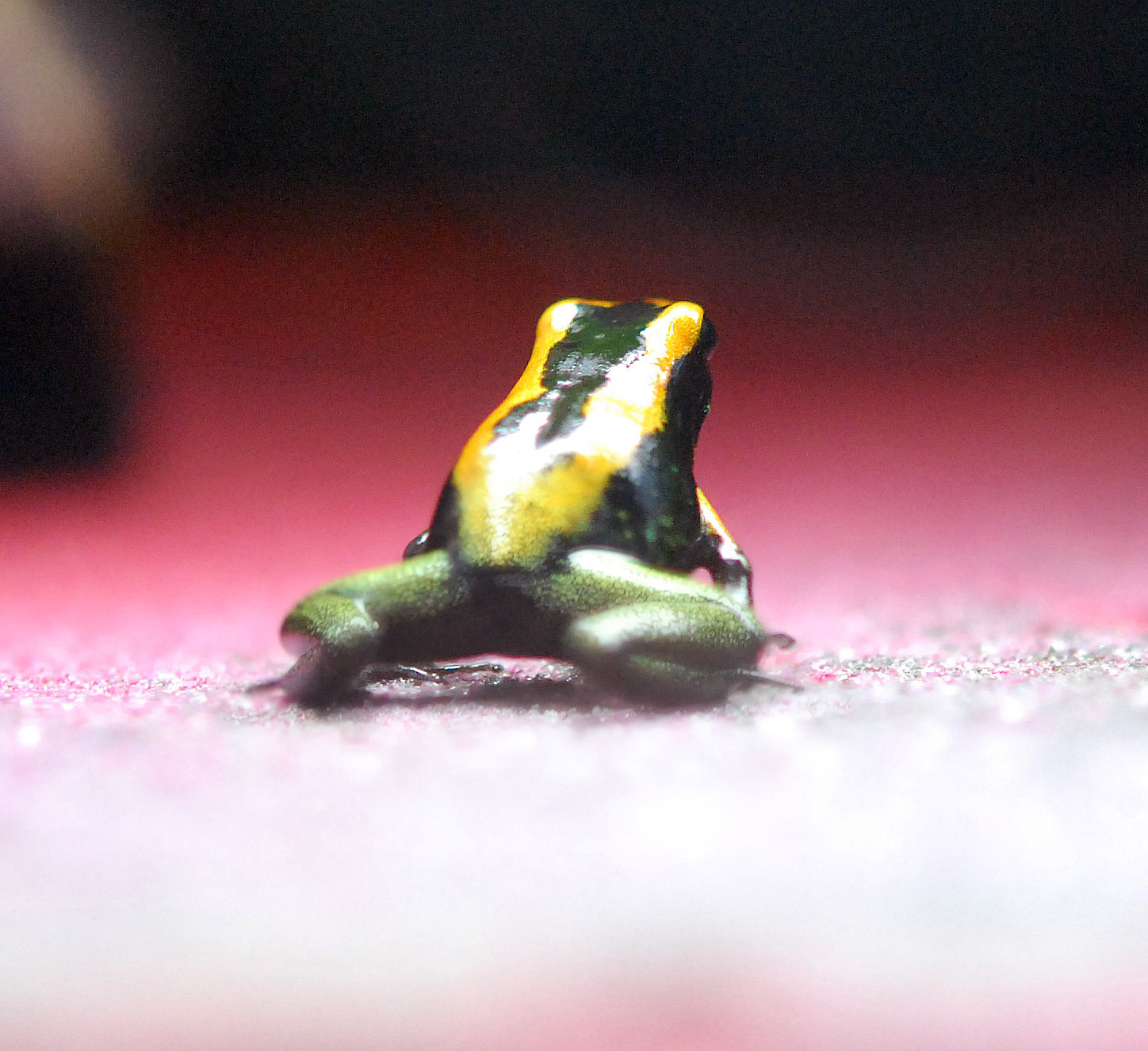
Jugendliches Tier
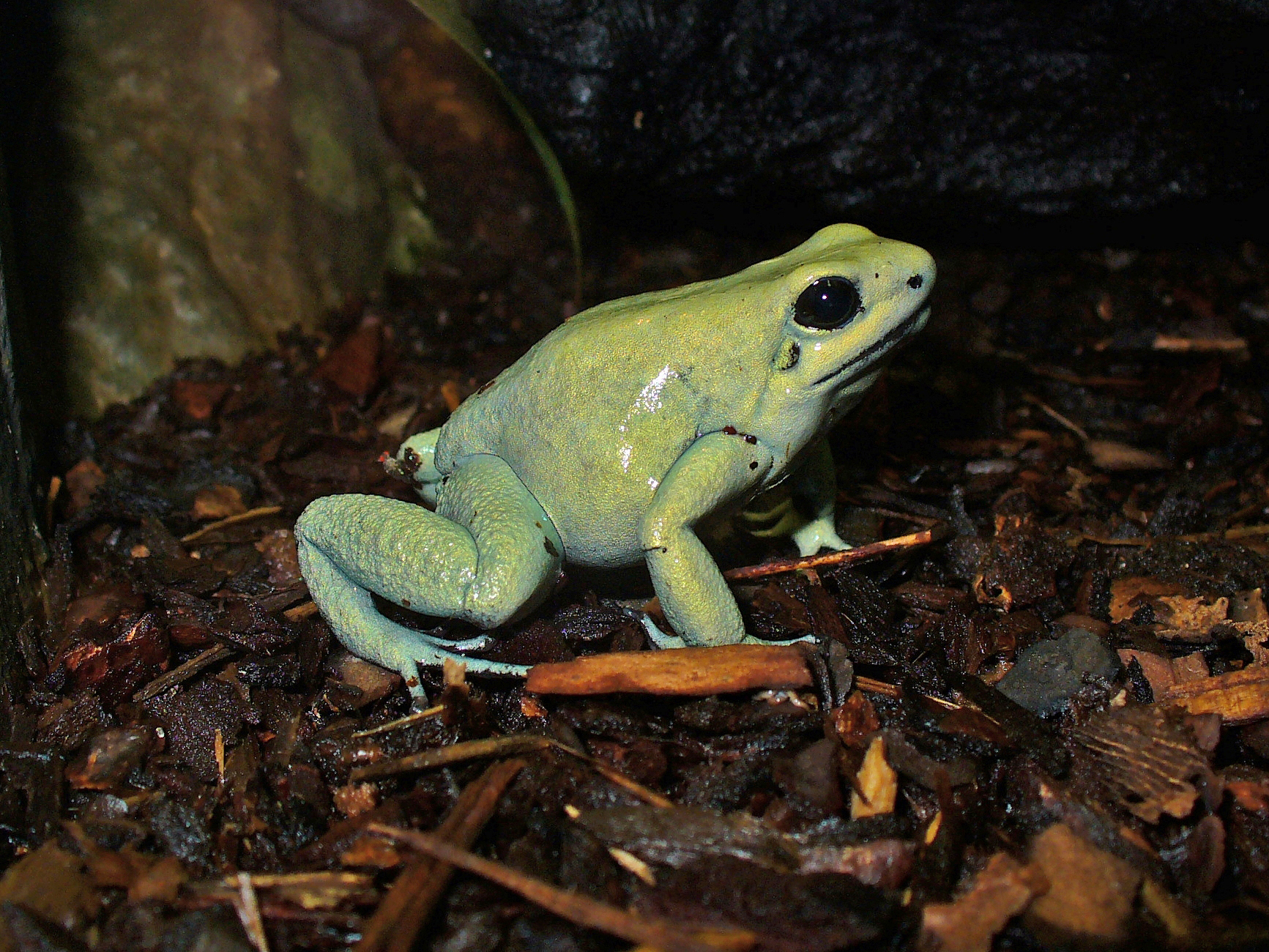
Metallisch-gelbgrüne Form

## Vorkommen und Lebensweise

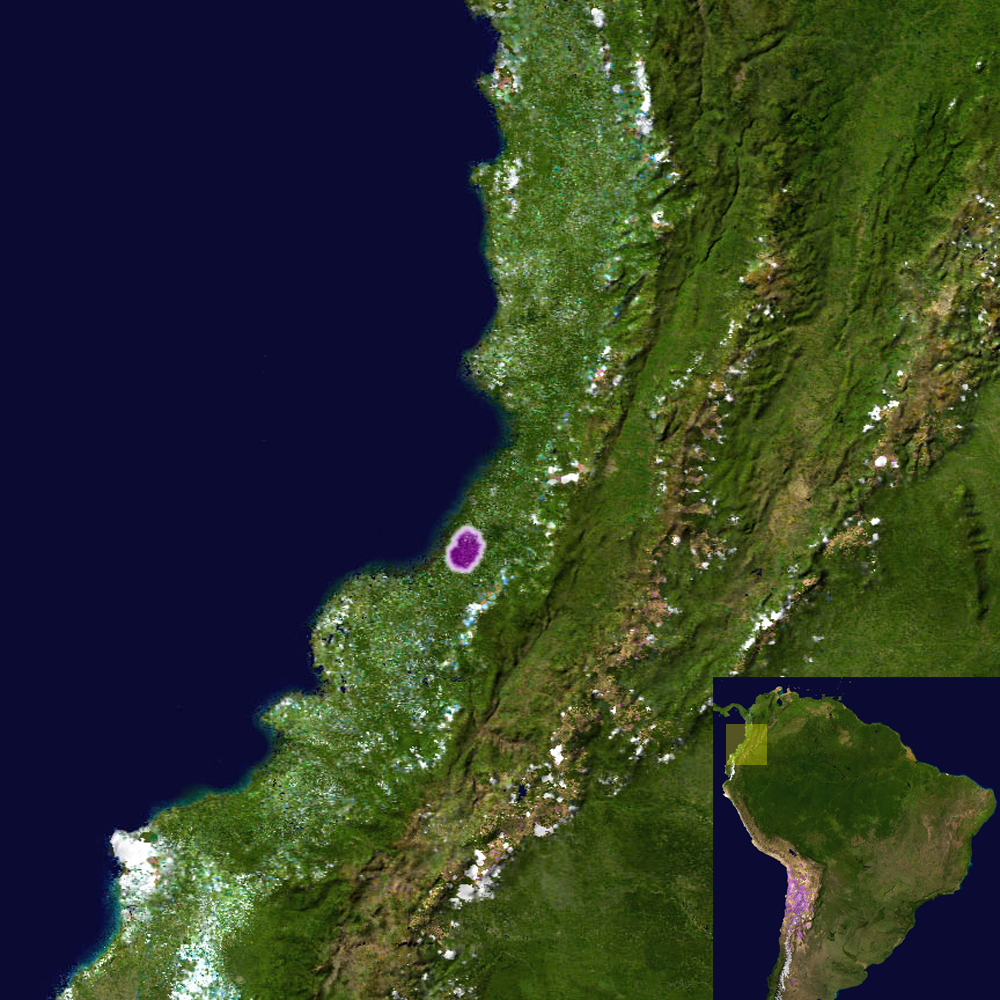
Verbreitung in Kolumbien

Der Schreckliche Pfeilgiftfrosch kommt nur in einem sehr kleinen Areal um den Fluss Rio Saija nahe der Pazifikküste Kolumbiens im Department Cauca vor. Das Gebiet weist bis zu 200 m hohe Hügel auf. Die Frösche bewohnen dort den tropischen Regenwald und leben primär auf dem Waldboden und in Flussnähe. Sie sind außerhalb der Paarungszeit tagaktive Einzelgänger. Innerhalb des kleinen Verbreitungsgebietes soll die Bestandsdichte sehr hoch sein.
Die Männchen verfügen über Schallblasen, mit denen sie zur Fortpflanzungszeit trillernde Rufe erzeugen. Die Eier werden an Land abgelegt. Die schlüpfenden Larven werden von den Männchen auf den Rücken genommen und zu dauerhaft wasserführenden Gewässern transportiert, wo sie ihre Kaulquappenphase durchlaufen.
Die IUCN stuft Phyllobates terribilis unter anderem wegen des kleinen Verbreitungsareals als endangered (stark gefährdet) ein.